# Marco Bernardo
Marco Bernardo (São Paulo, 28 de outubro de 1964) é pianista, cantor, arranjador, maestro, compositor e pesquisador brasileiro.

## Biografia
Natural de São Paulo, capital, nasceu em uma família de talentosos músicos pelo ramo paterno, que muito o influenciaram: seu tio Ciccillo (Francisco Bernardo) foi violinista-spalla das orquestras Sinfônica Brasileira (OSB) e da Rádio Nacional do Rio de Janeiro, além de músico requisitado em importantes gravações nas décadas de 40 a 60. Já seu tio Arthur Bernardo foi violonista, vocalista, compositor e um dos fundadores do célebre conjunto vocal-instrumental Demônios da Garoa.
Estudou piano com os professores Rosa Lourdes Civile Melitto, Lourdes França, Gilberto Tinetti e Lina Pires de Campos. É diplomado em Licenciatura em Educação Artística com Habilitação em Música pela Escola de Comunicações e Artes da Universidade de São Paulo.
Ao lado de uma intensa atividade como regente de corais, arranjador, maestro preparador e pianista acompanhador dos principais cantores eruditos e populares brasileiros, lapidado por cerca de duas décadas nas “Vesperais Líricas” do Teatro Municipal de São Paulo, diretor musical em CDs produzidos pelo Digital Studio e lançados em importantes selos como Paradoxx Music e Abril Music, e uma passagem ao longo de 1999 pelo grupo musical Demônios da Garoa, como vocalista e tecladista, que culminou na gravação do CD “Mais Demônios Que Nunca”, lançado em selo Trama em maio do ano seguinte, dedica especial atenção ao Choro, linguagem musical de sua predileção, elaborando arranjos para diversas formações instrumentais, tendo idealizado e apresentado em 1992 o programa “Contando o Choro”, da Rádio Cultura AM, e sendo premiado em 1993 com uma Bolsa Vitae de Artes para realizar um levantamento da vida e obra de 12 importantes músicos brasileiros ligados a esse gênero musical, que veio a originar a publicação e o lançamento, pela editora Irmãos Vitale, dos livros “Nabor Pires Camargo, Uma Biografia Musical” (2003) e “Waldir Azevedo, Um Cavaquinho na História” (2005).
Sua expressiva discografia destaca os seguintes títulos: “Homenagem a Canhotinho”, lançado em agosto de 2000 em selo Digital, composto de transcrições próprias para piano solo da obra do cavaquinista Roberto Barbosa "Canhotinho_(músico)" simultaneamente publicadas em álbum de partituras editado pela Irmãos Vitale; “Encores”, lançado em março de 2002 em selo Ouver Records, seu primeiro trabalho para piano solo erudito com repertório situado entre o barroco alemão e o impressionismo francês; “O Cancionista”, lançado em 2007 pela Circuito Musical, trazendo sua faceta de cantor popular e acompanhando-se ao piano na interpretação da grande canção brasileira e internacional; “Radamés Gnattali: Integral dos Choros para Piano Solo”, CD duplo lançado em julho de 2012 pela CPC-UMES, trabalho de relevância que vem recebendo menções elogiosas da crítica especializada.
Em 2019, lançou simultaneamente dois novos álbuns: "O Pianeiro Chorão", pela Kuarup, e "Um Chorinho com Amor", com Roberto Barbosa "Canhotinho", pela Mariposa, ambos disponíveis nas principais plataformas digitais.
A partir de 2021, em parceria com o Instituto Piano Brasileiro - IPB, vem registrando áudios veiculados no canal da instituição no formato de videopartituras das principais obras de alguns dos maiores pianistas brasileiros e/ou instrumentistas e compositores fortemente ligados ao piano, tais como Lina Pesce, Nabor Pires Camargo, Carolina Cardoso de Menezes, Ary Barroso, Augusto Vasseur, Hekel Tavares, Aurélio Cavalcanti, Sinhô e Costinha, em versões originais e, em sua grande maioria, jamais gravadas da maneira como foram escritas para piano. 
A gravadora Kuarup encampou a iniciativa e, desde 2022, está levando a mesma ao grande público e distribuindo este projeto no formato da série "Pianismos do Brasil", em dez volumes, nas plataformas digitais. Até o momento, foram lançado nove títulos: Sinhô, Nabor Pires Camargo, Lina Pesce, Aurélio Cavalcanti, Ary Barroso, Costinha, Hekel Tavares, Augusto Vasseur e Carolina Cardoso de Menezes. 

## Discografia
1. Carinhoso - Direção musical: Marco Bernardo (Paradoxx - 1996)
2. Grandes Sucessos da Música Italiana - Direção musical: Marco Bernardo (Paradoxx - 1996)
3. Christmas Songs - Coral ESPM - arranjos e regência: Marco Bernardo (1997 - Digital)
4. For Babies: Canções de Ninar - arranjos e execuções: Marco Bernardo (1998 - Abril Music)
5. For Babies: Música Clássica - arranjos e execuções: Marco Bernardo (1998 - Abril Music)
6. For Babies: Boa Noite - arranjos e execuções: Marco Bernardo (1998 - Abril Music)
7. For Babies: Natal - arranjos e execuções: Marco Bernardo (1998 - Abril Music)
8. Homenagem a Canhotinho (2000 – Digital)
9. Encores (2002 – Ouver)
10. O Cancionista (2007 – Circuito Musical)
11. Antonio Marques Junior: Recordações de Itirapina - arranjos e execuções: Marco Bernardo (2010 - Edição Particular)
12. Radamés Gnattali: Integral dos Choros para Piano Solo (2012 - CPC-UMES)
13. O Pianeiro Chorão (2019 – Kuarup)
14. Um Chorinho com Amor – com Roberto Barbosa “Canhotinho” (2019 – Mariposa)
15. Pianismos do Brasil - Vol. 1: Sinhô (2022 – Kuarup)
16. Pianismos do Brasil - Vol. 2: Nabor Pires Camargo (2022 – Kuarup)
17. Pianismos do Brasil - Vol. 3: Lina Pesce (2023 – Kuarup)
18. Pianismos do Brasil - Vol. 4: Aurélio Cavalcanti (2023 – Kuarup)
19. Pianismos do Brasil - Vol. 5: Ary Barroso (2023 – Kuarup)
20. Pianismos do Brasil - Vol. 6: Costinha (2023 – Kuarup)
21. Pianismos do Brasil - Vol. 7: Hekel Tavares (2024 – Kuarup)
22. Pianismos do Brasil - Vol. 8: Augusto Vasseur (2024 – Kuarup)
23. Pianismos do Brasil - Vol. 9: Carolina Cardoso de Menezes (2025 – Kuarup)